# Église Saint-Marcel de Guchan
L'église Saint-Marcel de Guchan est une église catholique du XVIe siècle située à Guchan, dans le département français des Hautes-Pyrénées en France.

## Localisation
L'église Saint-Marcel est située à l'ouest du village.

## Historique
L'église était autrefois une cure principale avec trois annexes : Bazus-Aure, Camparan et Grailhen. Dans son aspect général elle date pour l'essentiel du XIXe siècle.

La paroisse  de Guchan est attestée dès le Moyen Âge, bien que l'édifice actuel soit plus récent. La partie la plus ancienne est le clocher qui daterait de 1557 (date sculptée au-dessus de la sacristie).

L'édifice a été reconstruit pour l'essentiel au cours du XIXe siècle. Au-dessus de la porte d'entrée surmontée d'une clé sculptée figure une plaque gravée du millésime 1830 et du nom de maire de l'époque qui fut sans doute à l'initiative de cette reconstruction.

## Architecture
L'église se divise en trois vaisseaux : une nef prolongée par une abside semi-circulaire et deux collatéraux.

Elle se termine à l'ouest par un clocher-porche octogonal, auquel est accolée une sacristie. Une autre sacristie, probablement plus ancienne, est située au nord.

Le portail occidental, qui date de cette époque, est encadré en pierre marbrière. Ses piédroits supportent des chapiteaux sculptés (volutes, motifs végétaux et têtes d'angelots).

## Galerie de photos

Sélection de vues diverses
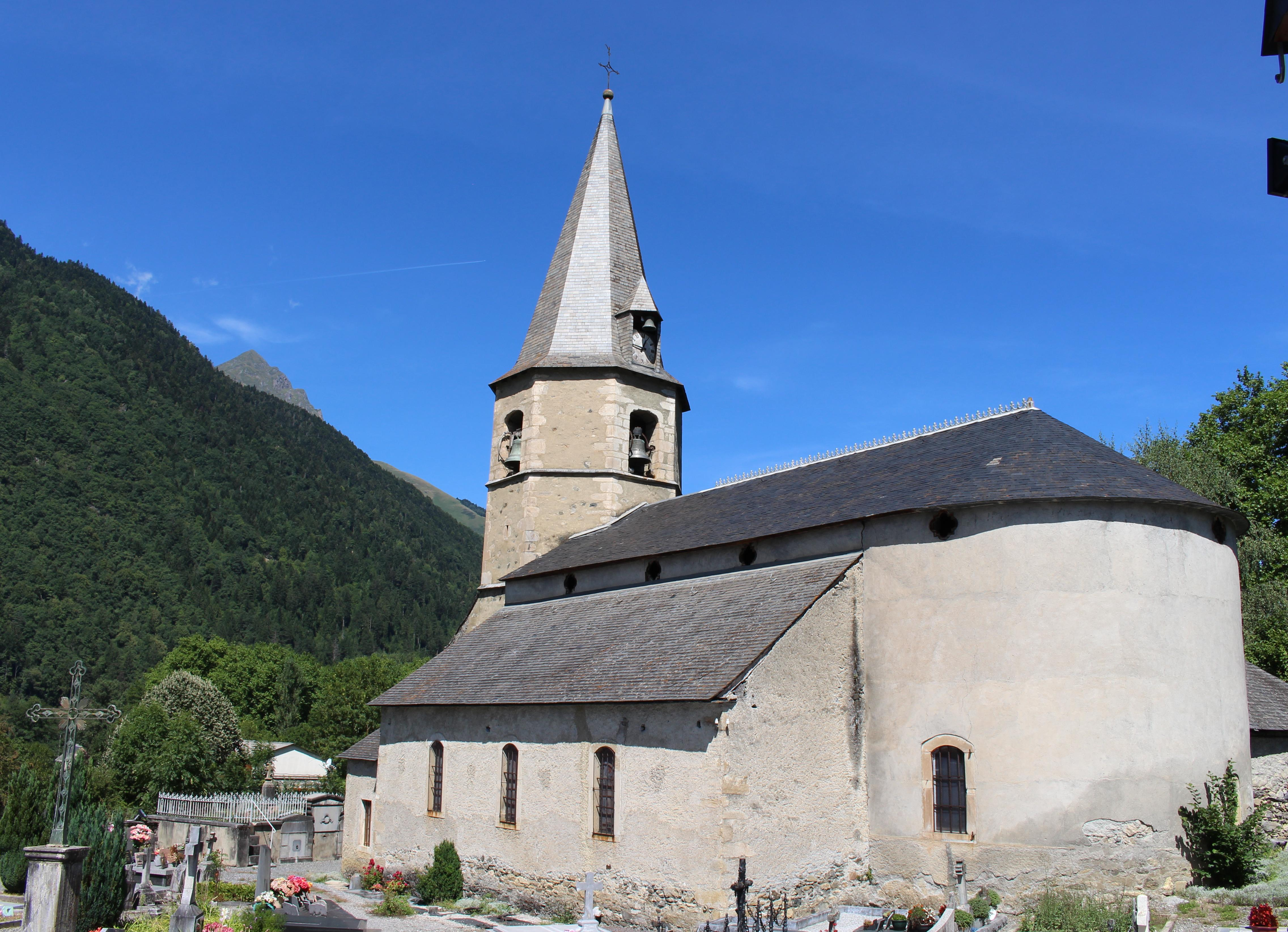
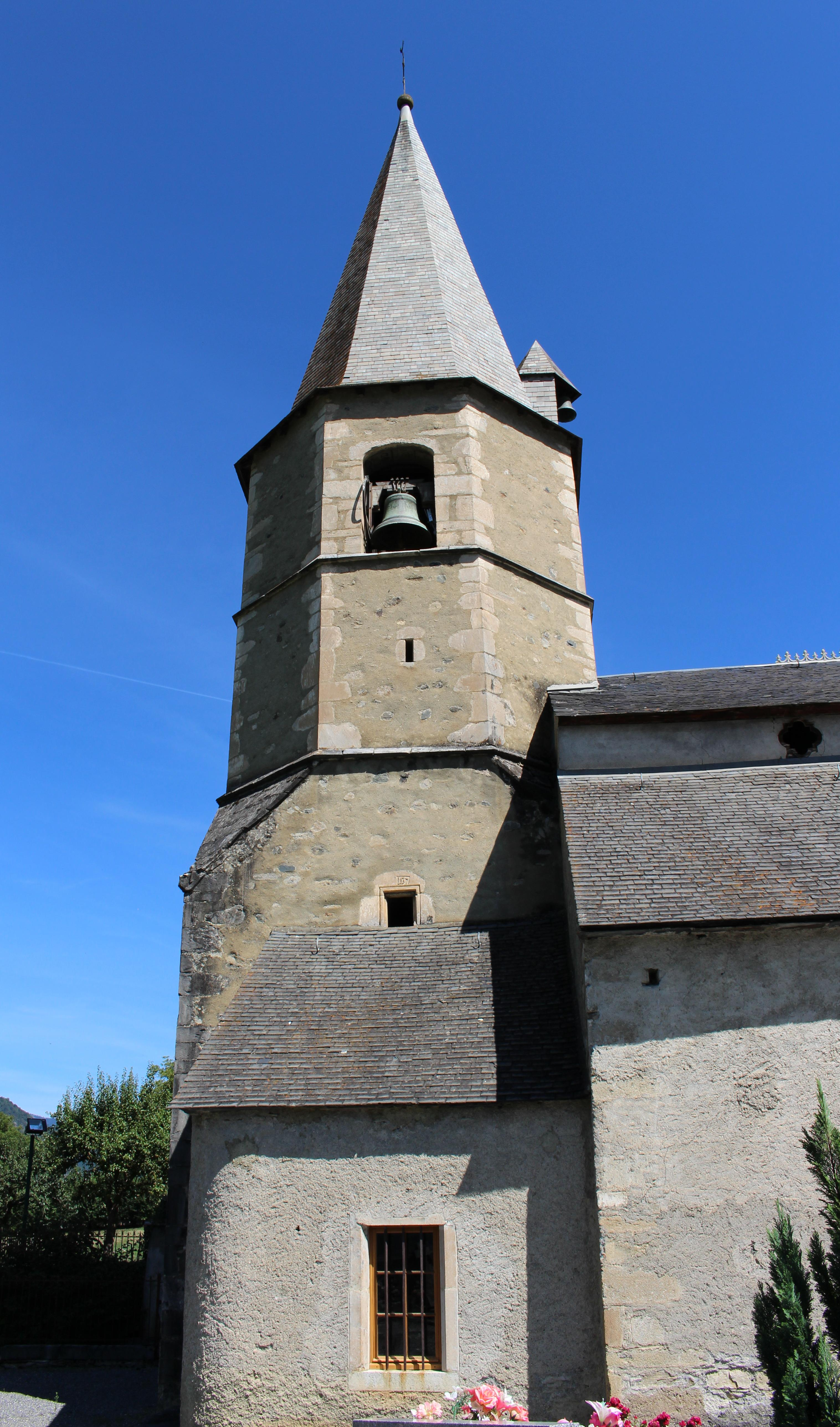
campanile
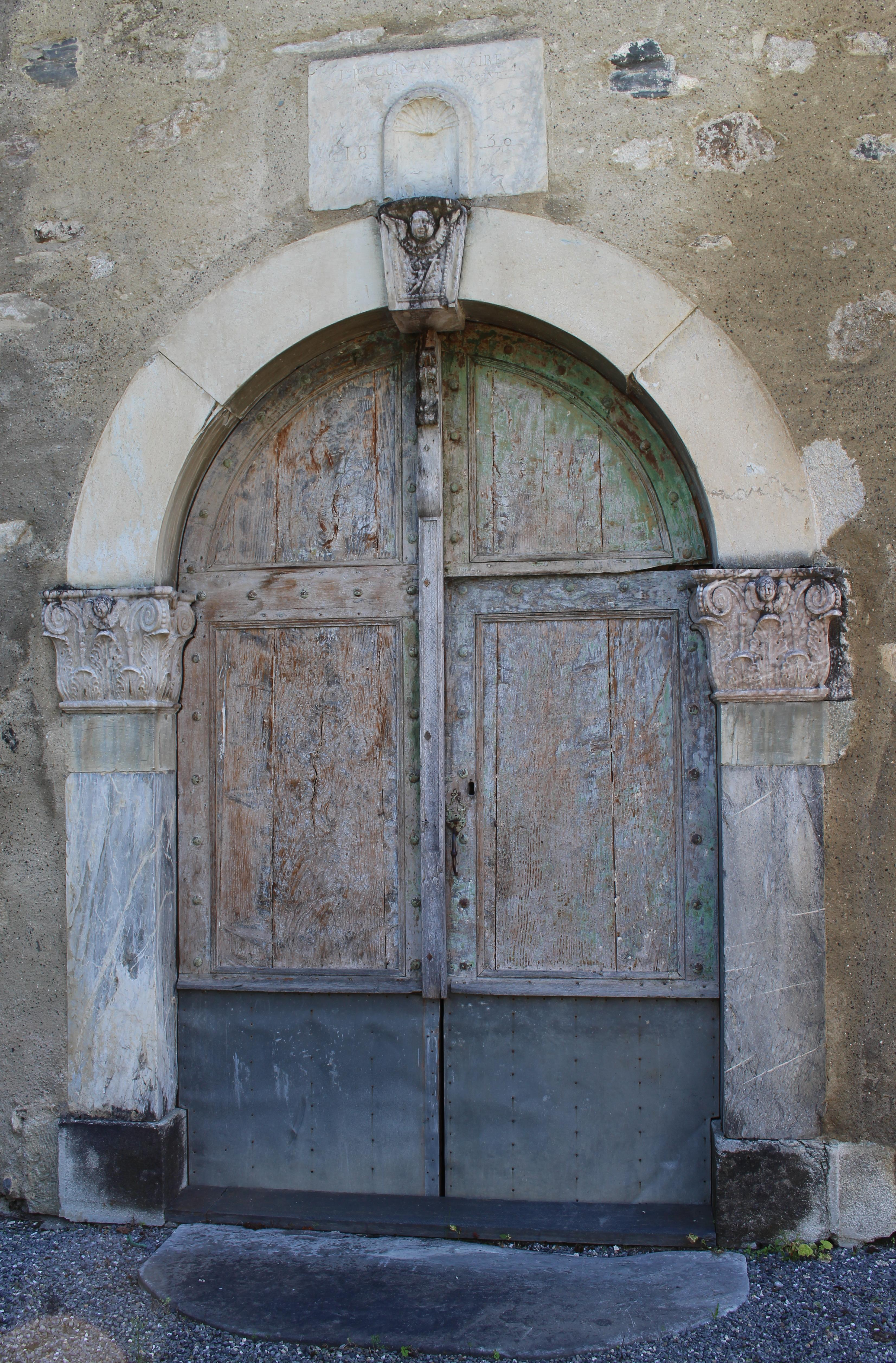
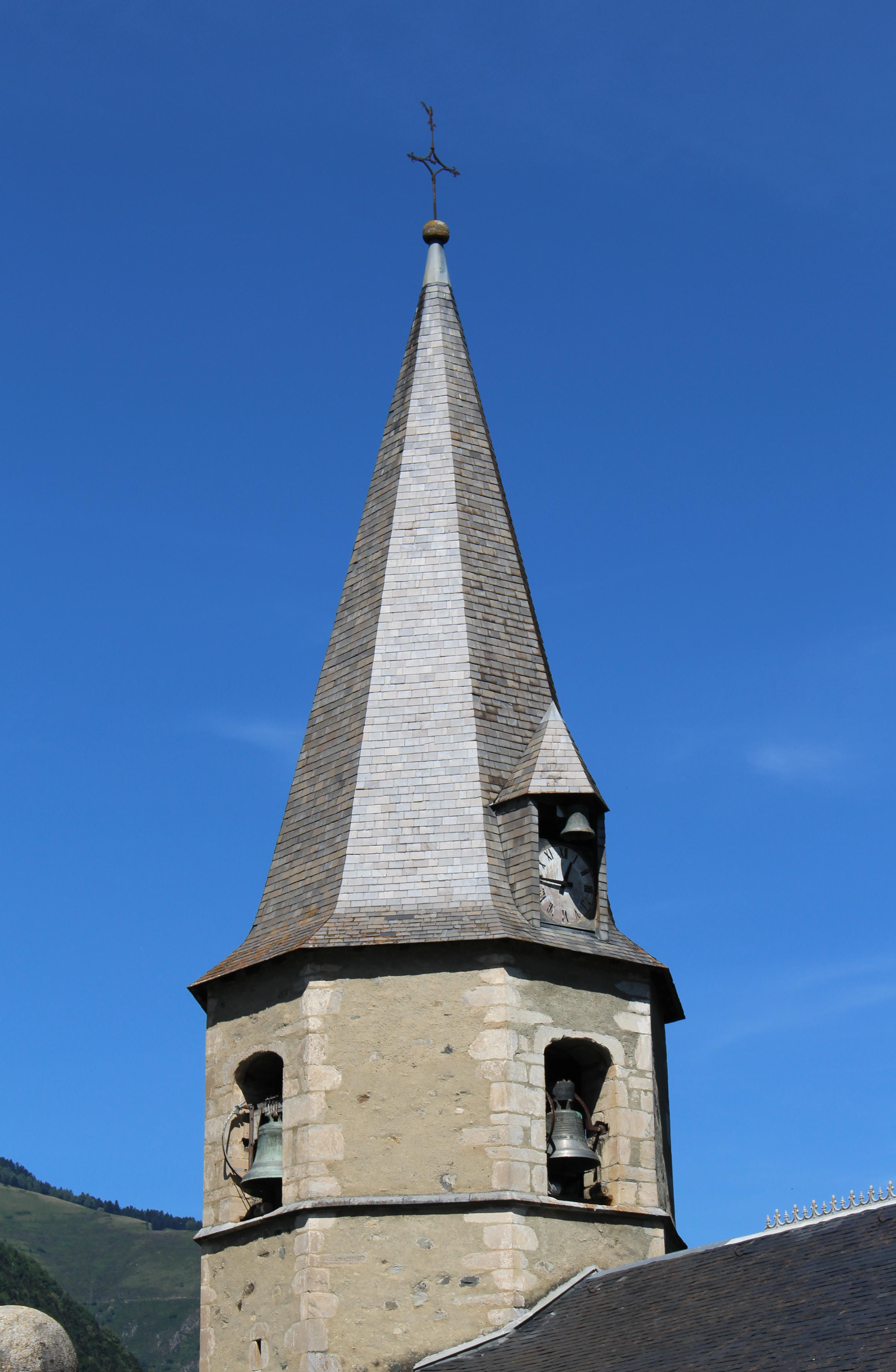
clocher